# 1 Dywizja Zmechanizowana

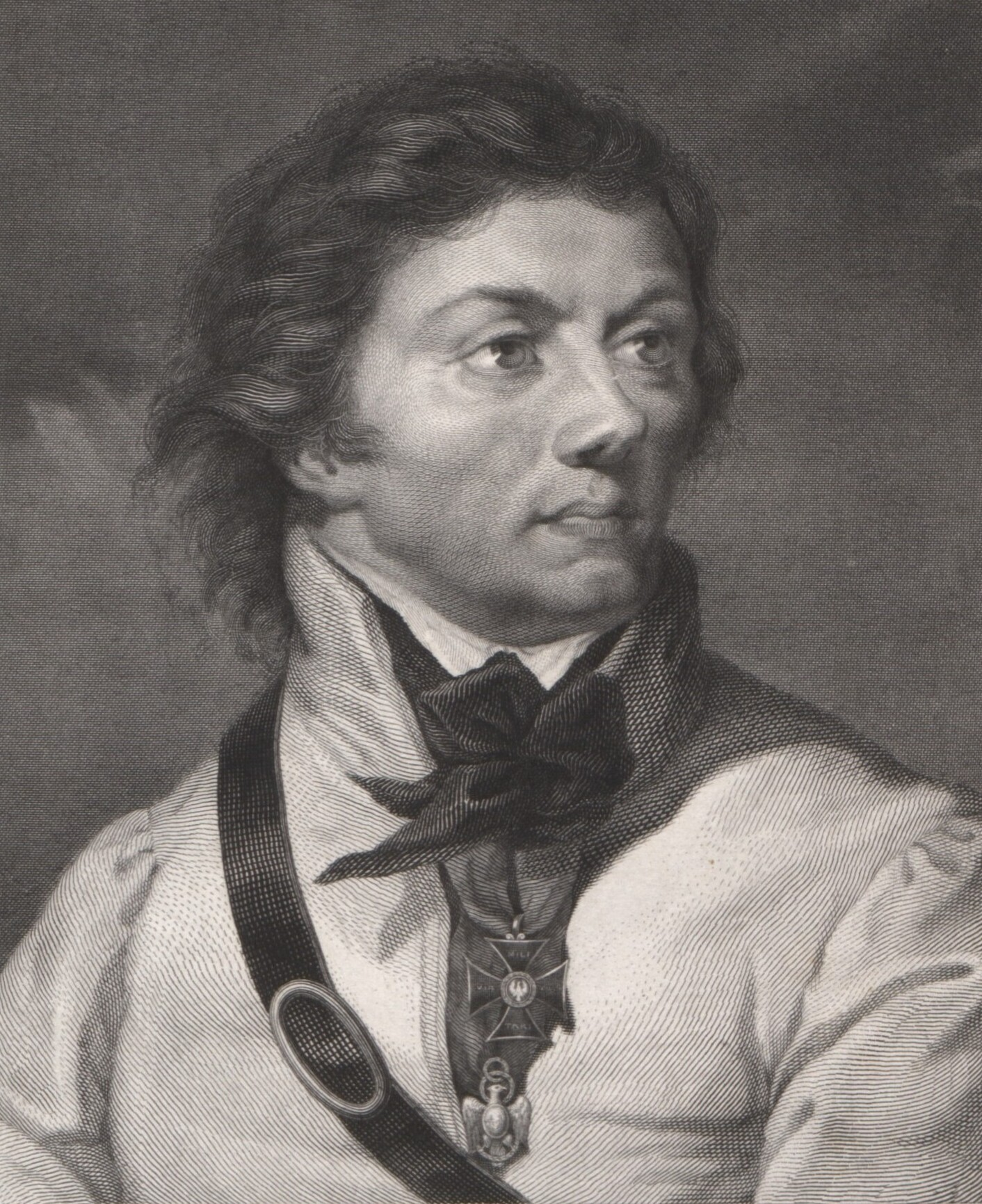
Tadeusz Kościuszko, patron 1 WDZ

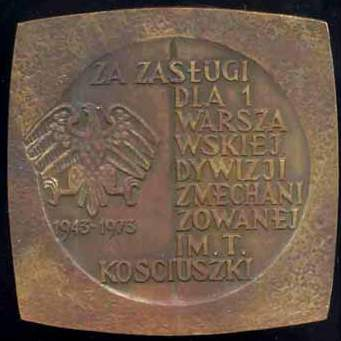
Odznaka "Za zasługi dla 1 Warszawskiej Dywizji Zmechanizowanej im. Tadeusza Kościuszki 1943-1973" (rewers)

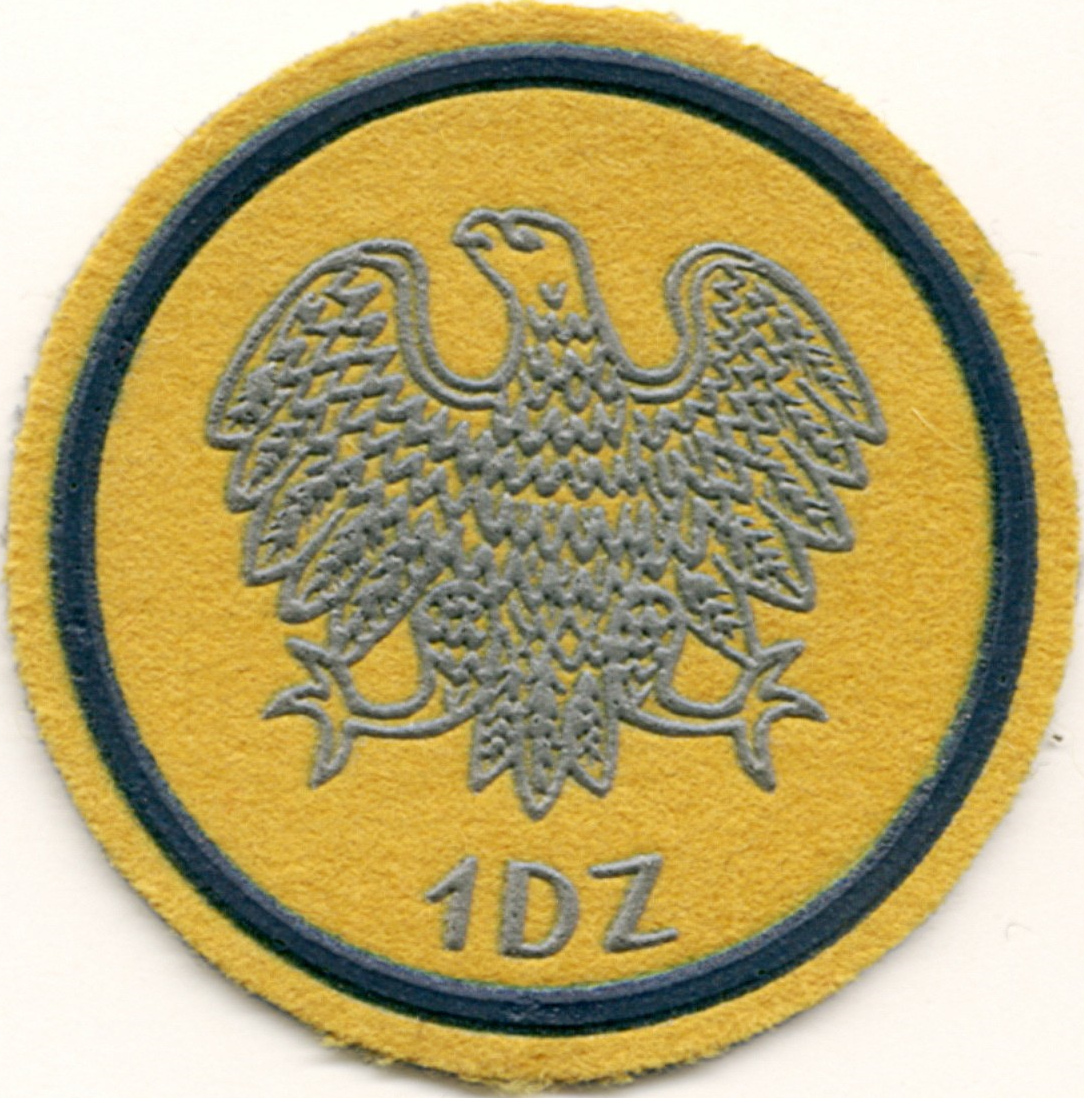
Oznaka rozpoznawcza

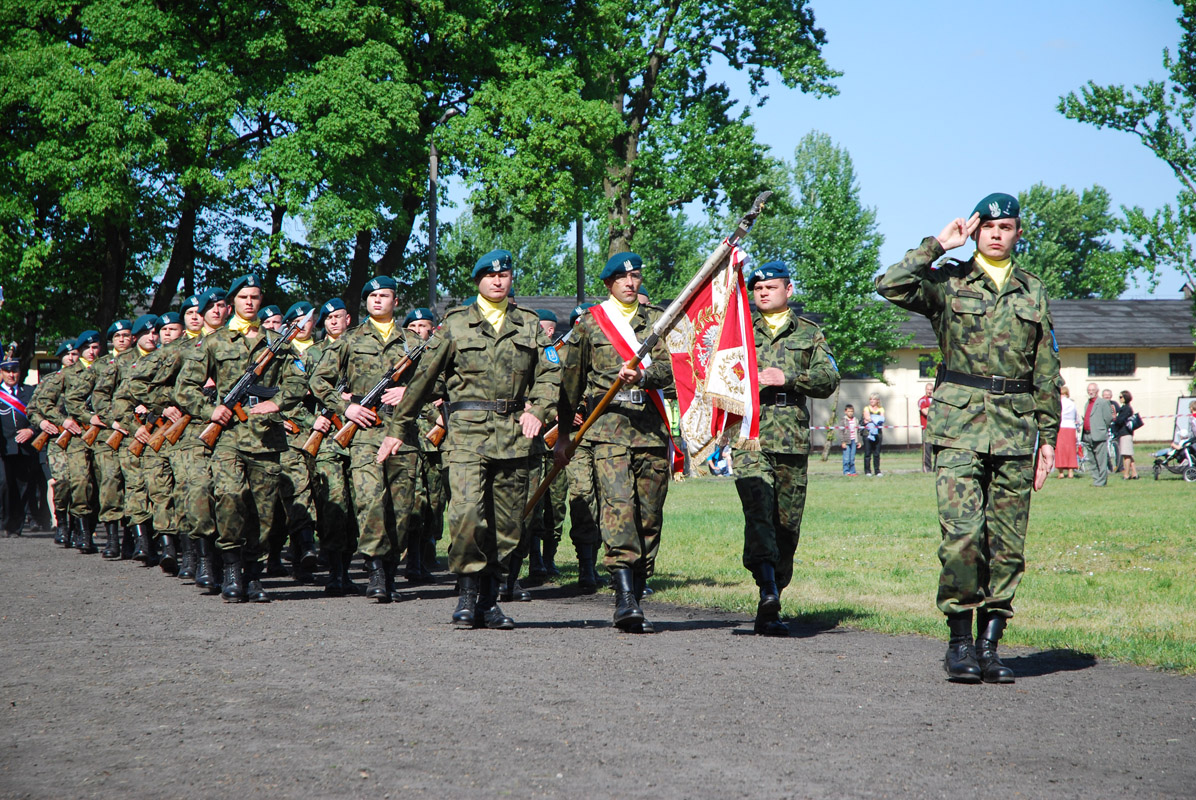
Pododdział 1 Dywizji Zmechanizowanej ze sztandarem w 2009 r.

1 Warszawska Dywizja Zmechanizowana im. Tadeusza Kościuszki (1 DZ) – związek taktyczny Wojska Polskiego. Dowództwo dywizji stacjonowało w podwarszawskim Legionowie.

## Historia i tradycje
1 Dywizja Zmechanizowana swój bezpośredni rodowód wywodzi z 1 Warszawskiej Dywizji Piechoty im. Tadeusza Kościuszki, która rozpoczęła swój szlak bojowy bitwą pod Lenino (12–13 października 1943), a zakończyła w Berlinie 8 maja 1945. 
Dywizja powstała w 1955. W lipcu 1961 zakwalifikowano dywizję do grupy skadrowanych.
W latach 1955–1998 podporządkowana była dowódcy Warszawskiego Okręgu Wojskowego. Ze względu na swoją dyslokację w pobliżu stolicy kraju pełniła funkcje reprezentacyjne będąc miejscem wielu wizyt delegacji zagranicznych i organizowanych dla nich pokazów. Szczególną rolę odgrywał 1 Praski pułk zmechanizowany, który posiadał najnowocześniejsze uzbrojenie i wyposażenie.
W sierpniu 1961 w dywizji wprowadzono etaty „szkolnej” dywizji zmechanizowanej. 
Pułki zmechanizowane podzielono na typy. Pułk zmechanizowany pierwszego typu miał w swym składzie dwa szkolne bataliony piechoty zmotoryzowanej, rozwinięty batalion piechoty zmotoryzowanej i kompanię czołgów średnich. Stan osobowy tego typu pułku wynosił 1147 żołnierzy, a na jego uzbrojeniu znajdowało się 10 czołgów T-34/85, 1 transporter opancerzony BTR-152, 4 armaty przeciwpancerne 85 mm, 2 działa bezodrzutowe 82 mm, 2 armaty przeciwpancerne 57 mm, 4 moździerze 120 mm, 3 moździerze 82 mm, 4 przeciwlotnicze PKM-2 i 76 granatników RPG-2. W pułku zmechanizowanym drugiego typu były trzy bataliony piechoty zmotoryzowanej, w tym dwa całkowicie skadrowane oraz kompania czołgów średnich. W pułku było tylko 359 żołnierzy. Jego uzbrojenie stanowiło: 10 czołgów T-34/85, 1 transporter opancerzony BTR-152, 6 armat przeciwpancernych 85 mm, 6 dział bezodrzutowych 82 mm, 6 armat przeciwpancernych 57 mm, 6 moździerzy 120 mm, 9 moździerzy 82 mm, 4 przeciwlotnicze karabiny maszynowe PKM-2 i 61 granatników RPG-2. Pułk czołgów średnich miał typowo szkolny charakter. W miejscu pododdziałów bojowych były tu cztery kompanie szkolne i kompania obsługi. Etatowo pułk liczył 752 żołnierzy. Sprzęt bojowy stanowiło: 51 czołgów T-34/85. 
9 maja 1975 roku przed Grobem Nieznanego Żołnierza w Warszawie, w czasie Apelu Zwycięstwa, I sekretarz KC PZPR, Edward Gierek udekorował sztandar dywizji Orderem Sztandaru Pracy I klasy.
W połowie lat 90. pułki zmechanizowane dywizji przeformowano w brygady. W 2001 dywizję podporządkowano dowódcy 2 Korpusu Zmechanizowanego oraz włączono do jej skład 3 Brygadę Zmechanizowaną i 21 Brygadę Strzelców Podhalańskich. W 2004 dywizję podporządkowano bezpośrednio Dowództwu Wojsk Lądowych. 
Dla odznaki pamiątkowej 1 DZ przyjęto wizerunek Odznaki Kościuszkowskiej z 1946 r. Oznakę rozpoznawczą dowództwa stanowił wizerunek herbu rodowego Tadeusza Kościuszki (Roch III) nałożony na ukośnie umieszczoną wstęgę orderu Virtuti Militari.
Została rozformowana 1 września 2011 roku.
Dywizja dziedziczyła tradycje dywizji piechoty WP, które oznaczone były cyfrą 1. Są to:
- Dywizja Najwyższego Naczelnika (1794)
- 1 Dywizja Księstwa Warszawskiego (1807-1812)
- 1 Dywizja Piechoty Liniowej Królestwa Kongresowego (1815-1831)
- I Brygada Legionów (1914-1917)
- 1 Dywizja Piechoty Legionów (1919-1939)
- 1 Dywizja Grenadierów (1939-1940)
- 1 Dywizja Piechoty im. Tadeusza Kościuszki (1943-1955)

## Skład i dyslokacja
1955
- dowództwo i sztab 1 Dywizji Zmechanizowanej w Legionowie
- 1 Praski pułk zmechanizowany w Legionowie (później w Wesołej)
- 2 Berliński pułk zmechanizowany w Skierniewicach
- 3 Berliński pułk zmechanizowany w Ciechanowie
- 33 pułk czołgów średnich w Zambrowie
- 1 pułk artylerii haubic w Garwolinie
- 4 dywizjon artylerii przeciwlotniczej w Skierniewicach
- 5 dywizjon artylerii rakietowej w Legionowie
- 14 batalion rozpoznawczy w Zambrowie
- 42 batalion samochodowo-transportowy w Legionowie (rozformowany w 1969 r.)
- 53 batalion medyczno-sanitarny w Skierniewicach
- 37 kompania sztabowa 1 Dywizji Zmechanizowanej w Legionowie
- 96 kompania saperów w Legionowie
- 110 kompania łączności w Legionowie

2009
- Dowództwo i sztab 1 Dywizji Zmechanizowanej (Legionowo)
- 1 Warszawska Brygada Pancerna im. Tadeusza Kościuszki – Warszawa, dzielnica Wesoła
- 3 Brygada Zmechanizowana Legionów im. Romualda Traugutta – Lublin
- 21 Brygada Strzelców Podhalańskich im. gen. bryg. Mieczysława Boruty-Spiechowicza – Rzeszów
- 1 Ciechanowski Pułk Artylerii im. Marszałka Józefa Piłsudskiego – Ciechanów
- 15 Gołdapski pułk przeciwlotniczy – Gołdap
- 1 Siedlecki batalion rozpoznawczy – Siedlce
- 15 Mazurski batalion saperów – Orzysz
- 1 Legionowski batalion dowodzenia – Legionowo
- 1 batalion zaopatrzenia – Legionowo (sformowany w 1970 r.)
- 1 Łomżyński batalion remontowy – Łomża
- 1 kompania chemiczna – Siedlce

Inne jednostki wchodzące w skład 1 DZ
- 4 Suwalska Brygada Kawalerii Pancernej im. gen. bryg. Zygmunta Podhorskiego w Orzyszu (2000-2001)
- 9 Podlaska Brygada Zmechanizowana im. gen. broni Władysława Sikorskiego w Siedlcach (1995-2001)
- 15 Giżycka Brygada Zmechanizowana im. Zawiszy Czarnego w Giżycku (2000-2001)
- 18 Białostocka Brygada Zmechanizowana im. Marszałka Edwarda Rydza-Śmigłego (1993-2001)
- 11 pułk czołgów średnich w Giżycku (1957-1990)
- 33 pułk czołgów średnich Zambrów (1955-1957)
- 1 Berliński pułk artylerii haubic w Bartoszycach
- 1 Darnicki pułk artylerii przeciwlotniczej (Modlin) (1967-2002)
- 5 dywizjon rakiet taktycznych
- 1 batalion medyczny w Legionowie (do 2008)
- 1 batalion saperów w pułtusku (do 2001)

## Uzbrojenie
Podstawowe uzbrojenie dywizji stanowiły: bojowe wozy piechoty BWP-1, czołgi PT-91 Twardy i T-72, samobieżne haubice 2S1 Goździk oraz artyleryjskie wyrzutnie rakiet BM-21

## Żołnierze dywizji
Dowódcy dywizji :
- gen. bryg. Andrzej Freń (1955 – 1956)
- gen. dyw. Wacław Czyżewski (1956 – 1959)
- gen. bryg. Florian Siwicki (1964 – 1965)
- płk Filip Majewski (1965 – 1966)
- płk dypl. Henryk Wysocki (1966 – 1969)
- gen. bryg. Janusz Sieczkowski (1969 – 1971)
- gen. broni Włodzimierz Oliwa (1971 – 1972)
- gen. bryg. Edward Dysko (1972 – 1975)
- gen. bryg. Henryk Antoszkiewicz (1975–1976)
- gen. bryg. Jerzy Jarosz (1976–1984)
- gen. bryg. Zenon Poznański (1984–1987)
- gen. bryg. Jerzy Słowiński (1987–1989)
- płk dypl. Zdzisław Kazimierski (1989–1991)
- gen. bryg. Marek Samarcew (1991–1992)
- gen. bryg. Zbigniew Cieślik (1992–1995)
- gen. bryg. Marian Mainda (1995–1997)
- gen. bryg. Włodzimierz Zieliński (1997–2002)
- gen. bryg. Henryk Dziewiątka (2002–2004)
- gen. dyw. Piotr Czerwiński (2004–2007)
- gen. dyw. Tadeusz Buk (2007–2009)
- gen. bryg. Ryszard Jabłoński (od 8 X 2009)
- gen. bryg. Grzegorz Duda (od 17.03.2011 – 1.09.2011)

Oficerowie sztabu dywizji
- Marek Witczak
- Jan Pawlik

## Pozostałe informacje
- O żołnierzach 1 Warszawskiej Dywizji Zmechanizowanej często mówi się – kościuszkowcy;
- Żołnierze dowództwa, sztabu oraz 1 Warszawskiej Brygady Pancernej jako jedyni w WP noszą na rogatywkach żółte otoki (tzw. złociste otoki), złocisty otok na czapce to symboliczny związek z elementami umundurowania żołnierzy czasów insurekcji kościuszkowskiej, legionów polskich we Włoszech, Księstwa Warszawskiego i Królestwa Polskiego w latach 1815-1831. To także związek z barwą złocistego snopa na sztandarze Regimentu Grenadierów Krakowskich okresu insurekcji kościuszkowskiej
- Święto dywizji obchodzone 12 października (rocznica bitwy pod Lenino) łączy się także z dniem 10 października (rocznica bitwy pod Maciejowicami) oraz 15 października – rocznicą śmierci patrona Tadeusza Kościuszki.